# Gottfried Hausmann
Gottfried Hausmann (* 18. September 1906 in Düren; † 27. Februar 1994 in Hamburg) war ein deutscher Pädagoge.

## Leben und Leistungen
Hausmann studierte an der Pädagogischen Akademie Frankfurt am Main sowie an der Universität Gießen. Mit der Künstlergruppe der Kölner Progressiven war er befreundet. Von 1929 bis 1940 arbeitete er als Lehrer in Hessen und als Dozent in Mainz in verschiedenen Anstalten zur Ausbildung von Sozialpädagogen und Lehrern. Als wissenschaftlicher Assistent wurde er 1942 an der Universität Gießen habilitiert.
Nach dem Ende seiner Kriegsgefangenschaft war er als Landesschulrat, pädagogischer Assistent und als Professor für Pädagogik an der Universität Mainz tätig. Von 1950 bis 1955 wirkte er zunächst als Leiter der Schulfunks, dann als Leiter der Hauptabteilung Bildung und Erziehung beim Hessischen Rundfunk in Frankfurt am Main. Die Jahre 1955 bis 1959 verbrachte er als Gastprofessor in Ankara. 1960 folgte er seinem Mentor Walther Merck als zweiter Lehrstuhlinhaber und ordentlicher Professor für Vergleichende Erziehungswissenschaft an der Universität Hamburg. In dieser Funktion war er auch Direktor des dortigen Seminars für Erziehungswissenschaft und des Pädagogischen Instituts.
1974 wurde er emeritiert, wirkte jedoch bis zu seinem Tod in in- und ausländischen Organisationen mit, so als Mitglied der deutschen UNESCO-Kommission und Berater des UNESCO-Instituts für Pädagogik (UIP), dessen Mitbegründer, Mentor und Weggefährte er war. Überdies war Hausmann Mitglied der Deutschen Gesellschaft für Psychologie und der Comparative Education Society.
Hausmann gab die Schriftenreihe zur Vergleichenden Erziehungswissenschaft mit heraus und war Managing Editor der Internationalen Zeitschrift für Erziehungswissenschaft (International Review of Education).

## Würdigung
In der Festschrift Auf dem Weg zu einer lernenden Welt zum 50. Jahrestag der Gründung des UIP steht:
„Hausmanns Pädagogik war die der Fragen und nicht der Antworten. Das Intellektuelle im Menschen sollte geachtet und Kreativität – ob kulturelle, politische oder erzieherische – in ihrer zentralen Bedeutung gefördert werden. Ob die ‚Dramaturgie des Unterrichts‘ oder der von ihm verwendete Begriff der ‚Ahmung‘ (womit nicht nachahmendes, sondern mitempfindendes Tun gemeint war), seine Ansätze zur Didaktik und Methodik sind sowohl psychologisch-pädagogischen als auch künstlerischen Ursprungs. Das betrifft auch seine Betrachtungen der Frage der Psychologie der Ganzheitlichkeit. Während die Psychologie für ihn die Aufgabe hatte, Kreativität freizusetzen, nahm die Pädagogik die Funktion der Kreativitätsbildung ein. Gottfried Hausmann war ein lebendiges Bindeglied zwischen verschiedenen Traditionen und Kulturkreisen. Er strebte Veränderungen in der Gesellschaft durch Erziehung an. Die internationale Zusammenarbeit war ihm für die Erziehungswissenschaft verpflichtend. Nicht zuletzt deshalb verfolgte er seine – nicht verwirklichte – Idee, einen Weltatlas der Erziehung zu erstellen, um einen genauen Überblick über den gegenwärtigen Zustand und die Geschichte des Erziehungswesens auf der Erde zu ermöglichen.“

## Schriften (Auswahl)
- Untersuchungen zur Geschichte und Deutung des Ahmungsbegriffes. (Habilitation 1942)
- Didaktik als Dramaturgie des Unterrichts. Heidelberg: Quelle & Mayer 1959
- Zur Pädagogik der Entwicklungsländer. In: Wolfgang Brezinka (Hrsg.): Weltweite Erziehung. Als Festgabe für Friedrich Schneider zum 80. Geburtstag. Freiburg, Basel, Wien: Herder 1961. S. 177–197  (Hausmanns Hamburger Antrittsvorlesung vom 17. Mai 1961)
- Internationale pädagogische Kontakte. Heidelberg: Quelle & Meyer 1963 (von Hausmann herausgegebene Festgabe zum 70. Geburtstag von Walther Merck)